# Simon Beyeler
Simon Beyeler (* 11. Juni 1982) ist ein Schweizer Sportschütze. Er schiesst in den Disziplinen Kleinkaliber-Liegendschiessen und Luftgewehr sowie mit der Armbrust.
Sein bisher grösster internationaler Erfolg in den olympischen Disziplinen ist ein fünfter Platz im Gewehr-Liegendmatch bei der Weltmeisterschaft 2005 in Zagreb. 2008 konnte er sich für die Olympischen Sommerspiele in Peking qualifizieren.
Insbesondere in den verschiedenen (nichtolympischen) Armbrustdisziplinen gehört Beyeler zur Weltspitze. Bisher wurde er viermal Weltmeister (3 Siege 2008, 1 Sieg 2006), dreimal Europameister (2005) und viermal Junioren-Europameister (je zwei Siege 2002 und 2003). Bei der Weltmeisterschaft 2008 in Sulgen erzielte er in den Disziplinen 30 m kniend Offene Klasse und 30 m gesamt Offene Klasse einen neuen Weltrekord.
Simon Beyeler lebt in Schwarzenburg und arbeitet als Leiter der Kreditadministration einer Regionalbank. Seine jüngere Schwester Irene Beyeler ist ebenfalls Sportschütze.